# Unhošť
Unhošť (en allemand : Unhoscht) est une ville du district de Kladno, dans la région de Bohême-Centrale, en Tchéquie. Sa population s'élevait à 5 206 habitants en 2024.

## Géographie
Unhošť se trouve à 7 km au sud-sud-est de Kladno et à 23 km à l'ouest du centre de Prague.
La commune est limitée par Pletený Újezd, Malé Přítočno et Dolany au nord, par Pavlov et Červený Újezd à l'est, par Svárov et Chyňava au sud, par Malé Kyšice et Horní Bezděkov à l'ouest, et par Kyšice et Braškov au nord-ouest.

## Histoire
La première mention écrite de la localité date de 1250.

## Patrimoine

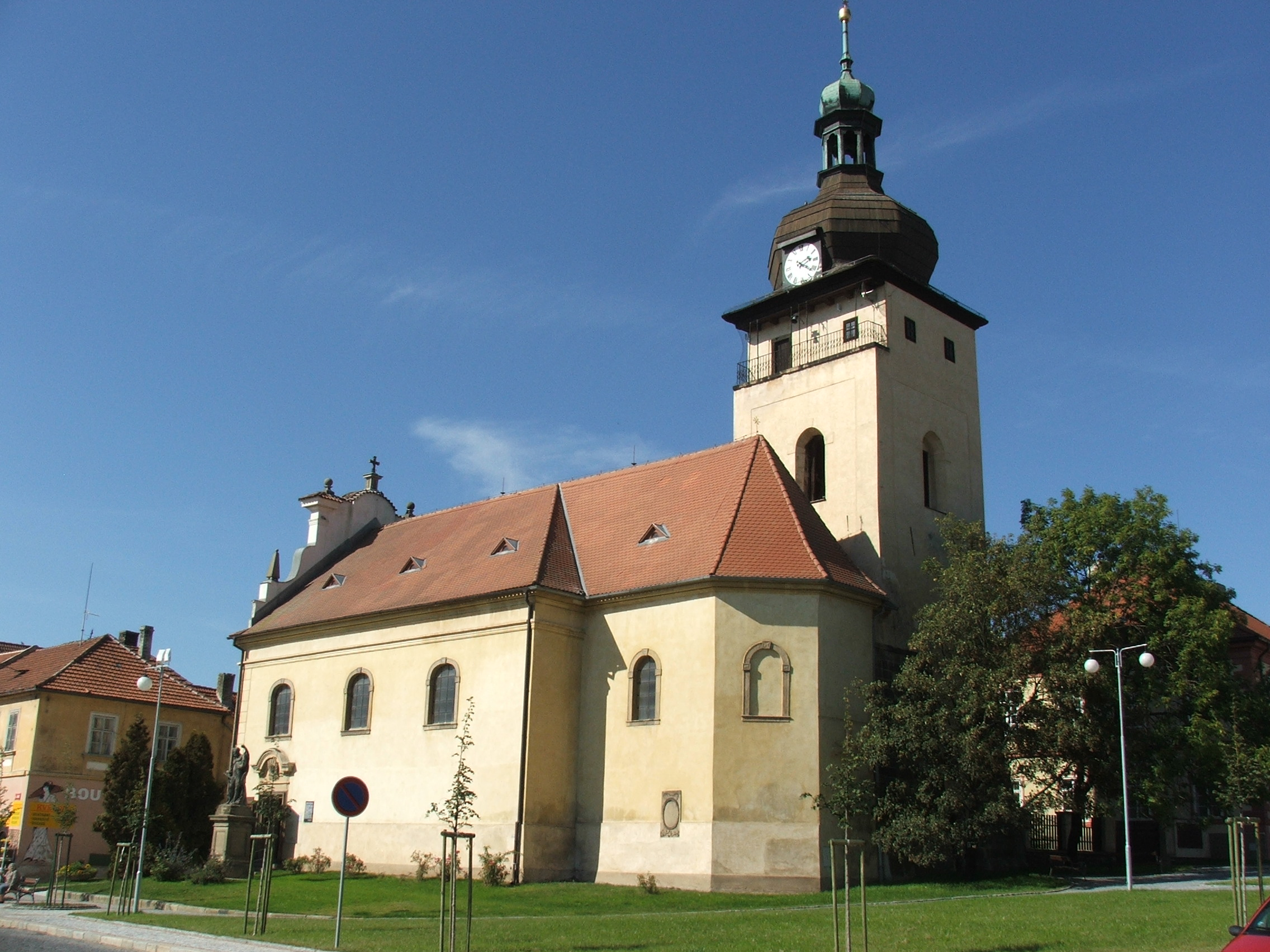
L'église Saints-Pierre-et-Paul.
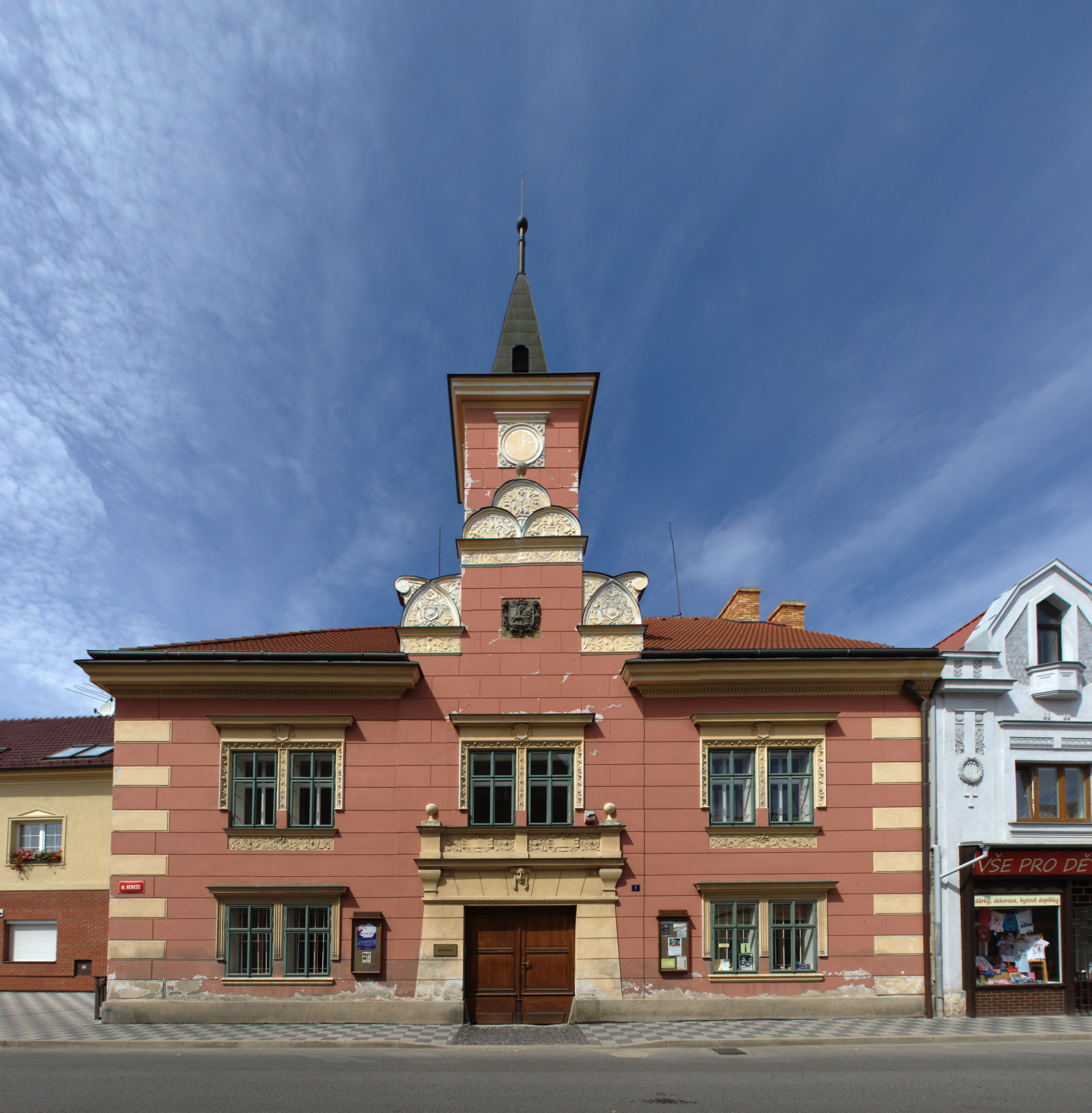
Unhošť : le musée.